# Шевчук Василь Устинович
Василь Устинович Шевчук  (* 13 липня 1928, Мізяків, сучасний Калинівський район, Вінницька обл.) — український учений. Доктор технічних наук, професор (1977), працює на кафедрі хімічної технології переробки нафти та газу Інституту хімії та хімічних технологій НУ «Львівська політехніка». Заслужений діяч науки і техніки України (1989).

## Життєпис
1935–1944 — учень Мізяківської школи, 1944–1947 — учень Калинівської школи № 1.
1947–1952 — студент нафтового факультету Львівського політехнічного інституту, одержав диплом з відзнакою за спеціальністю «Технологія переробки нафти та газу».
Упродовж 1952–1955 років — аспірант Львівського політехнічного інституту, у 1955–1956 роках працював асистентом кафедри «Технологія переробки нафти та газу».
З 1956 до 1978 року — заступник директора з наукової роботи Бориславського філіалу науково-дослідного інституту хімічної промисловості.
1978–1984 — завідувач кафедри аналітичної хімії, а 1984–1994 — завідувач кафедри хімічної технології переробки нафти та газу Львівського політехнічного інституту. З 1997 року працював у ВАТ «Галол» (Дрогобич).
Кандидат технічних наук за спеціальністю «Хімія нафти» (1958). Доктор технічних наук, тема дисертації: «Вивчення закономірностей процесу неповного горіння природного газу з киснем і розробка одержання ацетилену» (1974).
1993 року обраний академіком Української нафтогазової Академії.

## Нагороди та відзнаки
- медаль «За трудову доблесть» (1966)
- орден Жовтневої революції (1972)
- медаль «Ветеран праці» (1988)